# Mancomunidad Guijuelo y su entorno comarcal
La mancomunidad de Guijuelo y su entorno comarcal es una agrupación administrativa de municipios en la provincia de Salamanca, Castilla y León, España.

## Municipios
- Aldeavieja de Tormes
- Berrocal de Salvatierra
- La Cabeza de Béjar
- Casafranca
- Endrinal
- Escurial de la Sierra
- Frades de la Sierra
- Fuenterroble de Salvatierra
- Guijo de Ávila
- Guijuelo
- Herguijuela del Campo
- Linares de Riofrío
- Monleón
- Montejo
- Pizarral
- Salvatierra de Tormes
- San Miguel de Valero
- Los Santos
- La Sierpe
- El Tornadizo